# Charles Dejace
Charles Pierre Joseph Dejace (Flémalle-Grande, 12 maart 1856 - Luik, 7 januari 1941) was een Belgisch hoogleraar en senator.

## Levensloop
Dejace promoveerde aan de Universiteit Luik tot doctor in de wijsbegeerte en letteren (1876) en tot doctor in de rechten (1880). Hij vestigde zich als advocaat in Luik.
In 1881 stichtte hij, met Victor Brants, de Société Belge des Etudes Pratiques d'Economie Sociale. In 1889 werd hij hoogleraar aan de faculteit rechten van zijn universiteit. Van 1921 tot 1924 was hij rector.
Hij werd in 1921 gecoöpteerd senator voor de katholieke partij en vervulde dit mandaat tot in 1925. Zowel in zijn parlementaire activiteiten als in zijn professoraat was hij belangrijk in het ontstaan van een adequate Belgische wetgeving op de vergoeding van arbeidsongevallen.
Hij was actief in het Sint-Vincentius a Paulogenootschap, als ondervoorzitter (1913-1926) en voorzitter (1926-1941) van de Luikse afdeling en als ondervoorzitter van de Hoofdraad van het Sint-Vincentius a Paulogenootschap in België.

## Publicaties
- La responsabilité des accidents du travail et le risque professionnel. Rapport soumis aux déliberations du Congrès international des accidents du travail, tenu à Paris du 9 au 14 septembre 1889, Paris, 1889.
- L'économie sociale a l'Exposition universelle de Paris, in: La Revue générale, 1890.
- Les risques du travail et leur réparation, in: La Revue Générale, 1901.
- Le problème de l'éducation et la réforme de l'enseignement secvondaire, in: La Revue Générale, 1902.
- Le projet de loi belge sur la réparation des dommages résultant des accidents du travail, Brussel, 1903.
- L'économie sociale à l'Exposition universelle de Liège, in: La Revue Générale, 1905.
- La reglémentation du travail des adultes, in: La Revue générale, 1909.